# 解放大桥 (广州)

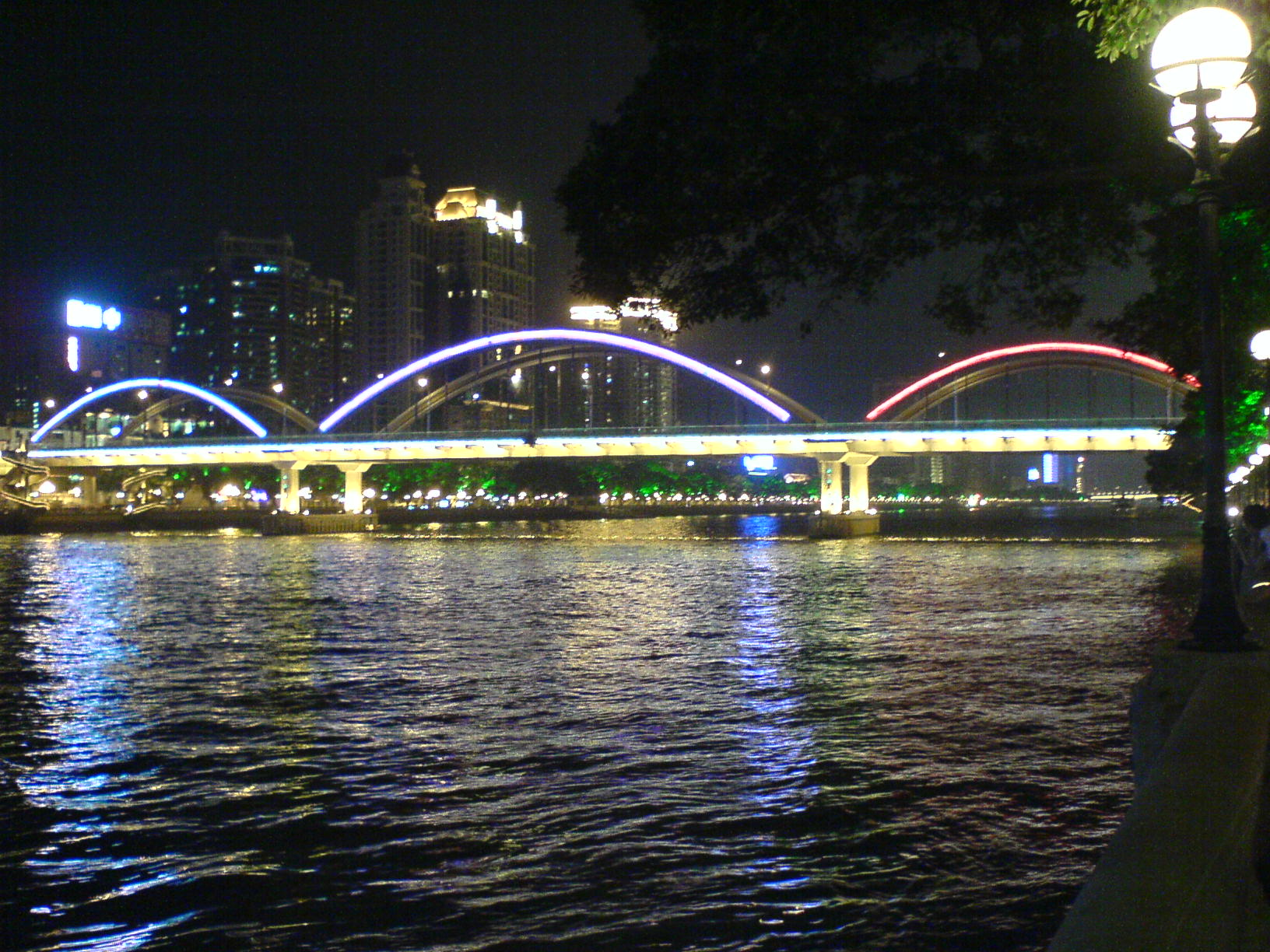
解放桥夜色

解放大桥简称解放桥，於1994年12月动工，1998年2月通车。位于中华人民共和国廣東省广州市，为连接珠江两岸的桥梁。北起越秀区解放南路，南接海珠区同福路、同庆路。大桥全长923米，宽25米，双向4车道，两侧各有3米宽的人行道。解放大桥原为收费桥，后在2001年停止收费，划归市政府。
建造解放大桥的原用处是用来缓解海珠桥的交通压力，但因为该桥位于海珠区的匝道接入路段并非交通要道，所以海珠桥依旧拥挤，解放大桥车流也不多。但正因此，该桥的塞车现象不常见，同时仍可以在海珠区的三叉匝道可以直达广州市中心南北主干道江南大道、次干道宝岗大道以及沿江路，因此在停止收费后，也是广州南北交通不可或缺的一部分。
在海珠桥封闭施工后，解放大桥压力大增。

## 行驶解放大桥的公交车
- 5路  广州火车站（草暖公园）总站 - 沥滘总站
- B8路  宝岗大道总站 - 棠德花苑总站
- 夜36路  芳村西塱总站 - 棠德花苑总站
- 113路  南田路总站 - 棠安路总站
- 191路  市红会医院北门总站 - 华景新城总站
- 243路  革新路（光大花园）总站 - 员村（美林花园）总站
- 244A路  汇侨新城总站 - 江南大道南（地铁江泰路站）总站
- 244路  黄石东(白云尚城) 总站 - 江南大道南（地铁江泰路站）总站
- 244A高峰快线  汇侨新城总站 - 江南大道南（地铁江泰路站）总站
- 250路  中山八路总站 - 石榴岗总站
- 273路  柯子岭总站(地铁大金钟路站) - 晓港湾总站
- 527机电技师学院班车  石溪总站 - 机电技师学院总站
- 527路  广州白云站公交总站 - 石溪总站
- 夜55路  广州火车站（草暖公园）总站 - 小洲村口总站